# Салоники
Сало́ни́ки (Фессалони́ки, греч. Θεσσαλονίκη [θɛsalɔˈnikʲi]) — город Греции, который является вторым по численности населения, историческому, экономическому и культурному значению в стране. Административный центр одноимённой общины Центральная Македония. Расположен на высоте 20 метров над уровнем моря, простирается от берега бухты Тесалоники до гор Хортиатис (1201 м) на Юго-востоке, в 513 км от Афин. Площадь города составляет 18,266 км², а население — 315 196 человек по переписи 2011 года.
В Салониках расположен университет имени Аристотеля — крупнейший университет на Балканах, а также аэропорт «Македония» и крупный морской порт, занимающий по своему экономическому значению второе место после Пирея. В окрестностях города множество небольших населённых пунктов, которые привлекают туристов в летний сезон.

## Этимология названия

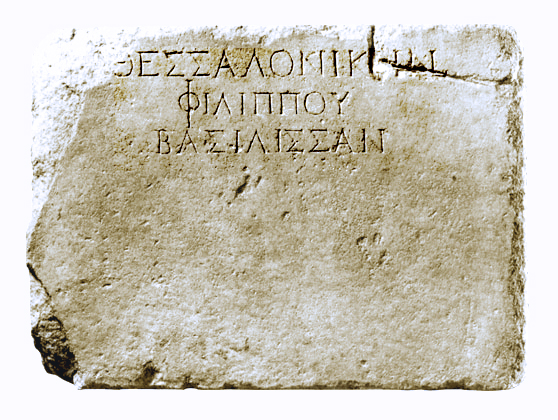
Надпись на базе скульптурной композиции II века до н. э.: ΘΕΣΣΑΛΟΝΙΚΗΝ ΦΙΛΙΠΠΟΥ ΒΑΣΙΛΙΣΣΑΝ, агора Салоник

Согласно преданию, город основал македонский царь Кассандр и назвал в честь своей жены Фессалоники, единокровной сестры Александра Великого и дочери македонского царя Филиппа II, фессалийской царевны. Она же, в свою очередь, была названа так вследствие слияния двух слов — Фессалия и Ника (др.-греч. Θεσσαλία + νίκη, есть Фессалия + победа), поскольку родилась в день битвы на Крокусовом поле, в результате которой македоняне и фессалийцы одержали победу над Фокидой. Именно поэтому они фактически выиграли Третью Священную войну.
В различные периоды истории, название города меняло свои формы, с незначительным изменением орфографии и определёнными фонетическими изменениями. Именно поэтому Страбон называл город «Фессалоникия» (др.-греч. Θεσσαλονίκεια). В эллинистический период было традицией создавать географические названия производными от имён монархов: например, Филиппы — от Филиппа II Македонского, Селевкия — от Селевка I Никатора, Александрия — от Александра Великого, Кассандра — от Кассандра Македонского и тому подобное. Наряду с Фессалоникеей в эллинистическую эпоху употреблялось и название Фетталоники (греч. Θετταλονίκη), а во время римского периода, о чём свидетельствуют надписи и монеты того времени, появилась форма Фессалоникеон (др.-греч. Θεσσαλονικέων) для обозначения полиса. В поствизантийские века историки, географы, путешественники и политики использовали одновременно две формы названия города: Селаник (от тур. Selanik) и славянскую форму Солунь.

## История города

### Античный период
Город Салоники был основан царём Македонии Кассандром  в 315 году до н. э. Женой Кассандра была единокровная сестра Александра Великого — Фессалоника, именем которой царь назвал новый город, объединив 26 более мелких поселений, существовавших тогда вдоль берегов залива Термаикос. Именно после объединения, молодой город приобрел эллинистический характер, выражавшийся, в свою очередь, в архитектуре, скульптуре, языке и ставший похожим на Древние Афины, Фивы, Коринф. В 146 году до н. э. Фессалоники завоевали римляне.
В I веке н. э. в Салониках существовали еврейская и христианская общины. Два Послания апостола Павла (Первое и Второе послания к Фессалоникийцам), помещённые в Библии (Новый Завет), адресованы христианам в Салониках.
Феодосий I (347—395 гг.) ,в качестве мести за убийство своих представителей, произвёл в городе массовые убийства, в ходе которых погибло несколько тысяч человек.

### Византийский период
С распадом Римской империи и образованием Византийской, Салоники оказались в выгодном геополитическом положении на пересечении дорог из Константинополя в Рим и из Афин в Причерноморье. После захвата арабами Антиохии и Александрии Салоники стали вторым по величине и значению городом империи. Параллельно становился более разнообразным национальный состав города: здесь поселилось множество южных славян, романоязычных валахов, иммигрировавших из северных горных районов, позднее — цыган. Местными уроженцами были: святой великомученик Димитрий Солунский (умер в 306 году), равноапостольные Кирилл и Мефодий (IX век) — просветители славян.
В VI—VII веках готы и славяне несколько раз тщетно пытались взять Фессалоники. В 904 году город разграбили сарацинские пираты, и 22 000 жителей были проданы в рабство. В 995 году городом завладели болгары. В 1185 году город оккупировали и разграбили сицилийские норманны.

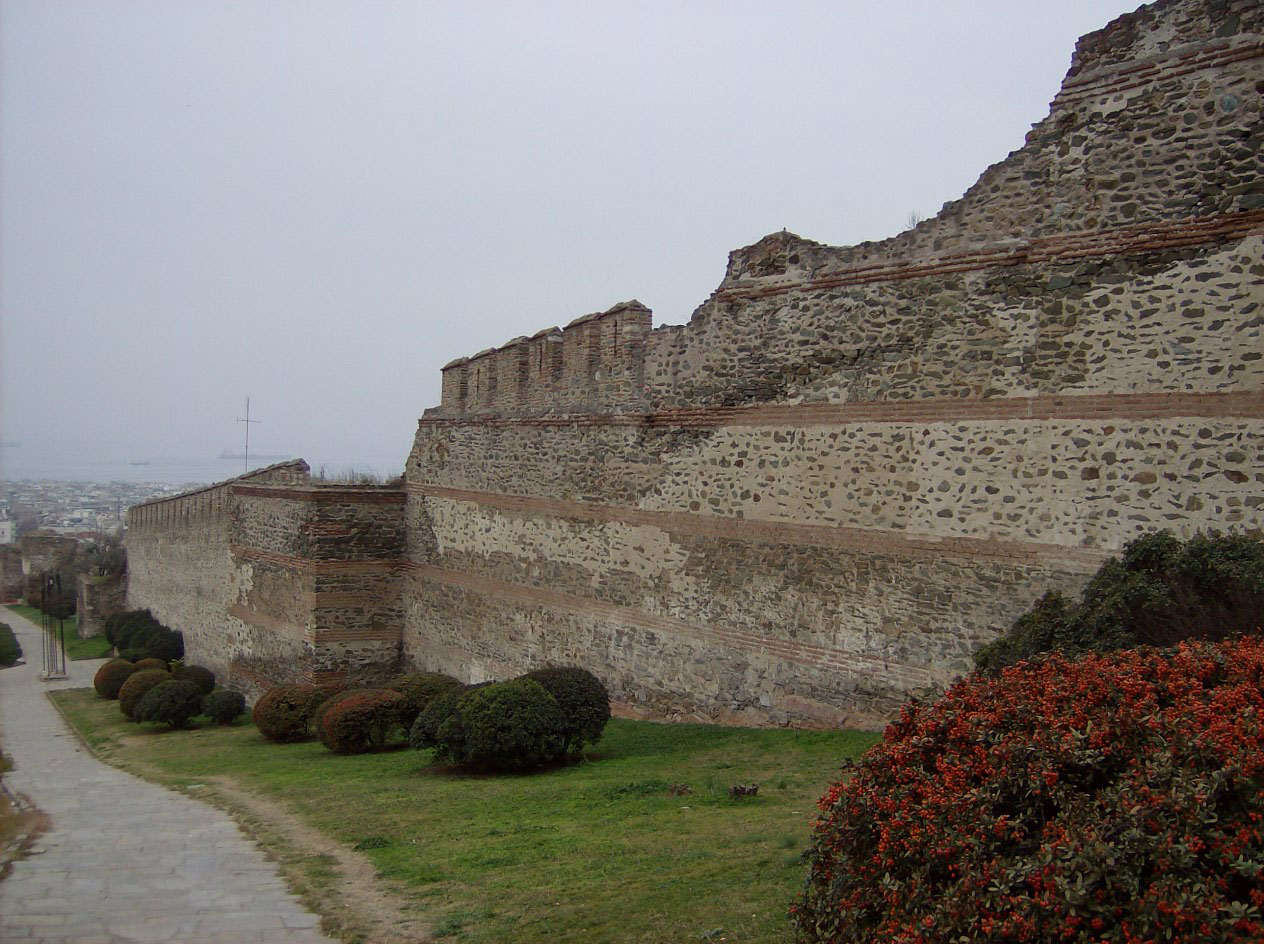
Византийские городские стены

С 1204 года Салоники — столица латинского государства — Фессалоникского королевства, являвшегося частью Латинской империи. В 1224 году город был отвоёван у латинян правителем Эпира Феодором I Дукой. Он организовал на подконтрольной территории Фессалоникскую империю. Однако, уже в 1246 году. столица новоявленной империи была взята никейским императором Иоанном III Дукой Ватацем. С 1342 года по 1349 год в городе правили зилоты. В 1347 году в сан архиепископа Солунского был возведён святитель Григорий Палама (умер в 1359 году). С 1383 по 1387 год жители под руководством Мануила Второго героически оборонялись от осаждавших город турок, но в итоге сдались.
В 1387—1402 годах город принадлежал Османской империи. После поражения турок от Тамерлана был возвращён Византии. В 1423 году власть в полуразорённом городе была передана венецианцам, стремившимся контролировать Средиземноморье и его торгово-экономический сектор.
Турки вновь осаждали город с 1426 по 1430 год. В итоге, они захватили его. Греческая элита массово переходила в ислам, их жизнь и быт подвергались влиянию турецкого образа жизни. Город стал частью Османской империи.

### Османский период

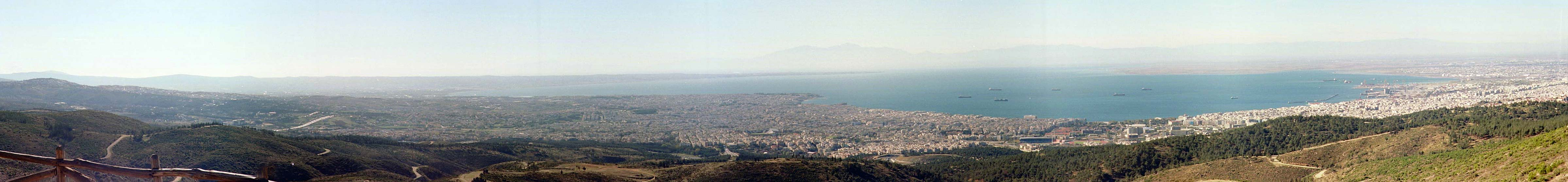
Салоники

Жизнь в городе во времена расцвета Османской империи претерпела большие изменения, равно как и его этно-религиозный состав. Во времена Византийской империи этот греко-славянский  город насчитывал свыше 200 тысяч жителей и являлся вторым по численности населения после Константинополя христианским центром империи. В конце XIX века от былого греческого могущества не осталось и следа: более половины населения составляли испанские евреи, а основным языком города стал ладино. Греческое население теперь составляло лишь около пятой части всего населения города и было оттеснено на обочину его жизни. Значительная часть греков была уничтожена в ходе военных конфликтов средневековья. Многие были проданы в рабство мусульманам в Анатолию, где они подверглись ассимиляции. Большая часть греческой знати и среднего класса перешла в ислам и турецкий язык. Но многие греки не смогли смириться с турецким владычеством и ушли жить в горы. В городе значительно разросся и мусульманский квартал, в котором жили, в основном, турки и народы близкие к турецким, уроженцем этого города был и знаменитый Мустафа Кемаль, впоследствии получивший фамилию Ататюрк. С началом всегреческого восстания в мае 1821 года турки демонстративно казнили в городе около 3 000 греков (см. Мелетий I Китрский). Антигреческий террор продолжался с 1821 по 1823 год.
Русский славист Виктор Григорович, посетивший город в 1845 году, отметил, что большинство жителей составляли евреи разных сект и турки, затем — македонские валахи, греки, цыгане, европейцы. Несмотря на близость болгарских поселений, в Солуне были сравнительно мало болгар.
К моменту взятия города греческими силами в 1912 году греки и другие православные составляли 25,3 % населения города.
| Год            | Общее население Салоник | Иудеи  | Мусульмане | Греко-православные | Болгары | Цыгане | Другие |
| -------------- | ----------------------- | ------ | ---------- | ------------------ | ------- | ------ | ------ |
| 1890[11]       | 118 000                 | 55 000 | 26 000     | 16 000             | 10 000  | 2 500  | 8 500  |
| около 1913[12] | 157 889                 | 61 439 | 45 889     | 39 956             | 6 263   | 2 721  | 1 621  |

### Реэллинизация

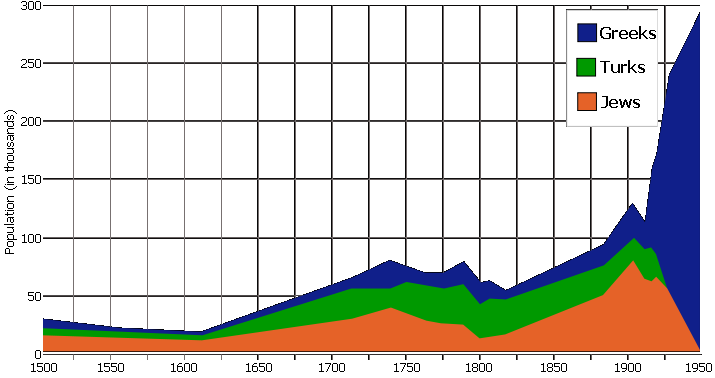
Этнический состав населения Салоник до середины XX века

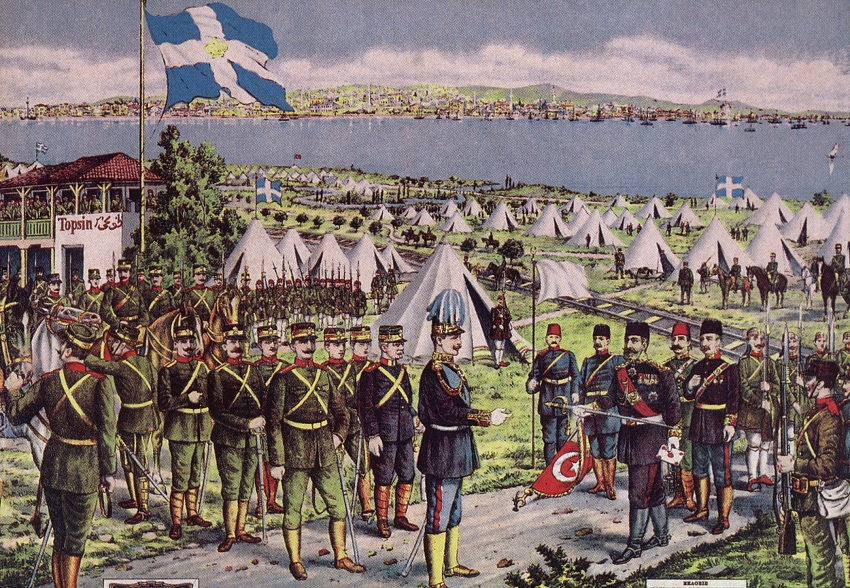
Таксин-паша сдаёт Салоники принцу Константину.

В самом начале Освободительной войны Греции, в 1821 году, восставшие греки, которыми руководил Стаматиос Капсас, попытались с боем взять Салоники, но безуспешно. Город был отвоёван лишь в ходе Первой Балканской войны. 25 октября (7 ноября) 1912 года греческие дивизии перешли Аксьос (Вардар) и остановились в Текели (Синдос). В тот же день начались переговоры на железнодорожной станции Текели и в деревне Топсин (Ефира) о сдаче Салоник, которые шли до 26 октября. Утром 27 октября (9 ноября) греческие войска вошли в город. Утром 28 октября (10 ноября) принц Константин прибыл в Салоники и поднял греческий флаг над Зданием управления. Впоследствии, в результате геноцида евреев в годы Второй мировой войны (Холокост в Греции) и оттока турецкого населения Салоники вновь стал практически полностью греческим городом. Внешний вид города значительно изменился после страшного пожара в августе 1917 года, оставившего без мест постоянного проживания более 70 000 жителей.
В годы Второй мировой войны город был оккупирован немецкими войсками. В 1943 году Германия готовилась передать город под контроль союзной ей Болгарии, чтобы высвободить войска для отправки на Восточный фронт, но не решилась на этот шаг после массовых протестов по всей Греции, опасаясь всплеска и без того массового партизанского движения (см. Демонстрация против расширения болгарской зоны оккупации). Город был освобождён Греческой Народно-освободительной армией — ЭЛАС 27 октября 1944 года, в день памяти Димитрия Солунского, святого покровителя города.

## Славянское меньшинство
В районе Салоник и в соседних сельских регионах области Македония ещё с конца VIII века (Великое переселение народов) сложилась значительная община так называемых солунских, или македонских славян, которым близки современные болгары и македонцы. В мае 1946 года, на встрече с западными дипломатами в Москве Министр иностранных дел СССР Молотов заявил, что Салоники — это «древний славянский город». По переписи 1951 года во всём регионе Македония и в основном в западных номах — Флорина и Кастория — проживало свыше 41 тыс. носителей южнославянской речи. 24 мая 2008 года в День славянской письменности глава Македонской православной церкви митрополит Стефан официально упрекнул правительство Греции в проведении политики эллинизации местных славян. Это заявление вызвало официальный протест Афин.
На языке местного южнославянского населения, также как на церковнославянском и на многих славянских языках имя города произносится Солунь или Солун.

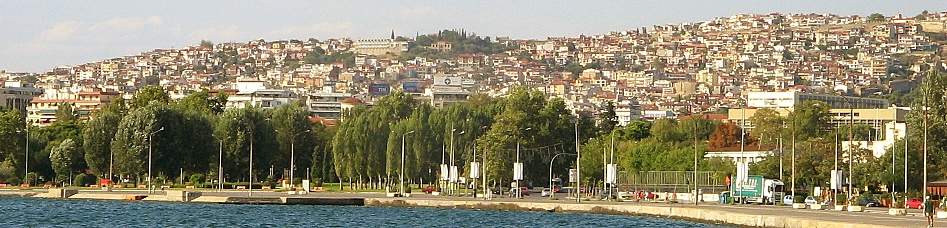
Вид с моря на старый город

## Климат
Климат Салоник можно определить как средиземноморский, который граничит с областями континентального и полупустынного климата. В целом характеризуется обилием солнечных дней в году. Самая высокая температура была зарегистрирована 25 июля 2007 года на метеорологической станции аэропорта «Македония» и составила 44 °C. Самая низкая температура зафиксирована той же станции 26 января 1963 года, тогда температура опустилась до −14,0 °C. Снег может выпадать в период с начала декабря до середины марта, хотя высота покрова невысока и он тает в течение нескольких часов.
| Показатель                                      | Янв. | Фев.  | Март | Апр. | Май  | Июнь | Июль | Авг. | Сен. | Окт. | Нояб. | Дек. | Год  |
| ----------------------------------------------- | ---- | ----- | ---- | ---- | ---- | ---- | ---- | ---- | ---- | ---- | ----- | ---- | ---- |
| Абсолютный максимум, °C                         | 21,4 | 22,9  | 26,7 | 31,6 | 37,0 | 40,9 | 44,8 | 39,9 | 36,9 | 32,5 | 27,7  | 26,0 | 44,8 |
| Средний суточный максимум, °C                   | 9,3  | 10,9  | 14,2 | 20,0 | 24,5 | 29,2 | 31,5 | 31,1 | 27,2 | 21,2 | 15,4  | 11,0 | 20,4 |
| Средняя температура, °C                         | 5,7  | 6,9   | 9,9  | 13,6 | 18,8 | 22,5 | 25,8 | 24   | 21,8 | 16,7 | 10,3  | 6,5  | 15,2 |
| Средний суточный минимум, °C                    | 1,3  | 2,2   | 4,5  | 7,5  | 12,1 | 16,3 | 18,6 | 18,3 | 14,9 | 10,8 | 6,8   | 3,0  | 10,0 |
| Абсолютный минимум, °C                          | −14  | −13,8 | −7   | −1   | 3,9  | 7,7  | 10,8 | 12,2 | 2,6  | −1   | −5,1  | −8,1 | −14  |
| Норма осадков, мм                               | 37   | 38    | 41   | 38   | 44   | 30   | 24   | 20   | 27   | 41   | 54    | 55   | 449  |
| Температура воды, °C                            | 16   | 16    | 16   | 16   | 19   | 22   | 24   | 25   | 25   | 23   | 21    | 18   | 20   |
| Источник: Туристический портал, weatherbase.com |      |       |      |      |      |      |      |      |      |      |       |      |      |

## Экономика

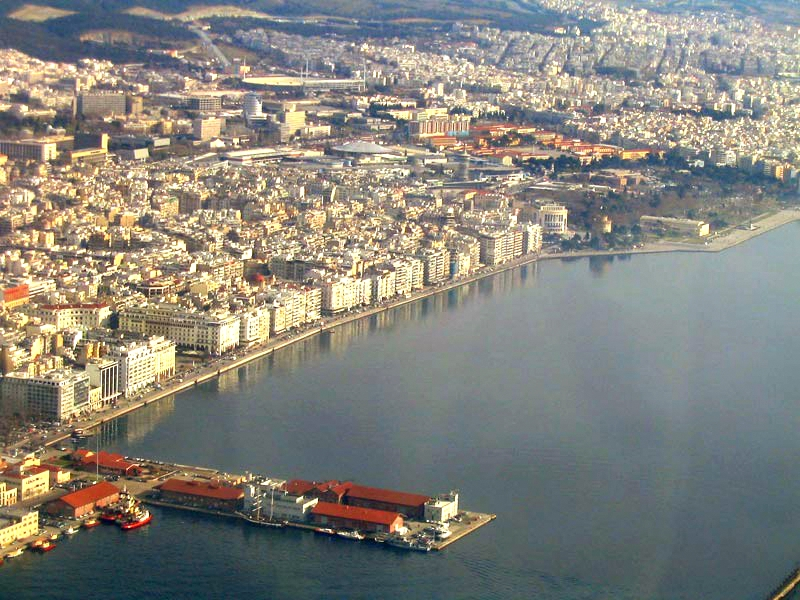
Пассажирский терминал порта Салоник.

Салоники — второй по численности населения и экономическому значению город Греции,  крупный промышленный и торговый центр. На территории Больших Салоник сконцентрированы нефтеперерабатывающие заводы и хранилища топлива, предприятия химической промышленности, судостроительные и судоремонтные верфи, предприятия электрической и машиностроительной промышленности, а также иные цеха и заводы. Салоники — главный центр текстильной промышленности страны, также работают многочисленные предприятия фармацевтической, табачной и пищевой промышленности. В частности в 1890 году в Салониках семьёй Цанталис основаны винодельческие предприятия Tsantali, в 1968 году основана пивоварня Mythos. Ежегодно, начиная с сентября, проходят Международные выставки в Салониках.
Порт Салоник — второй по обороту товаров и грузов в Греции, уступая только пирейскому порту, он играет важную роль в жизни города. Пользуясь порто-франко, через порт Салоник, кроме греческих фрахтовиков, идут суда других государств Балканского полуострова и всей юго-восточной Европы. В начале 2000-х годов здесь открыт новый пассажирский терминал, что позволило ещё больше увеличить его пропускную способность.
Значительная часть рабочей силы города занята в малых и средних промышленных предприятиях, а также в сфере услуг и государственном секторе. В последние годы в городе начался процесс деиндустриализации и перехода к экономике, основанной преимущественно на сфере услуг.

### Транспорт

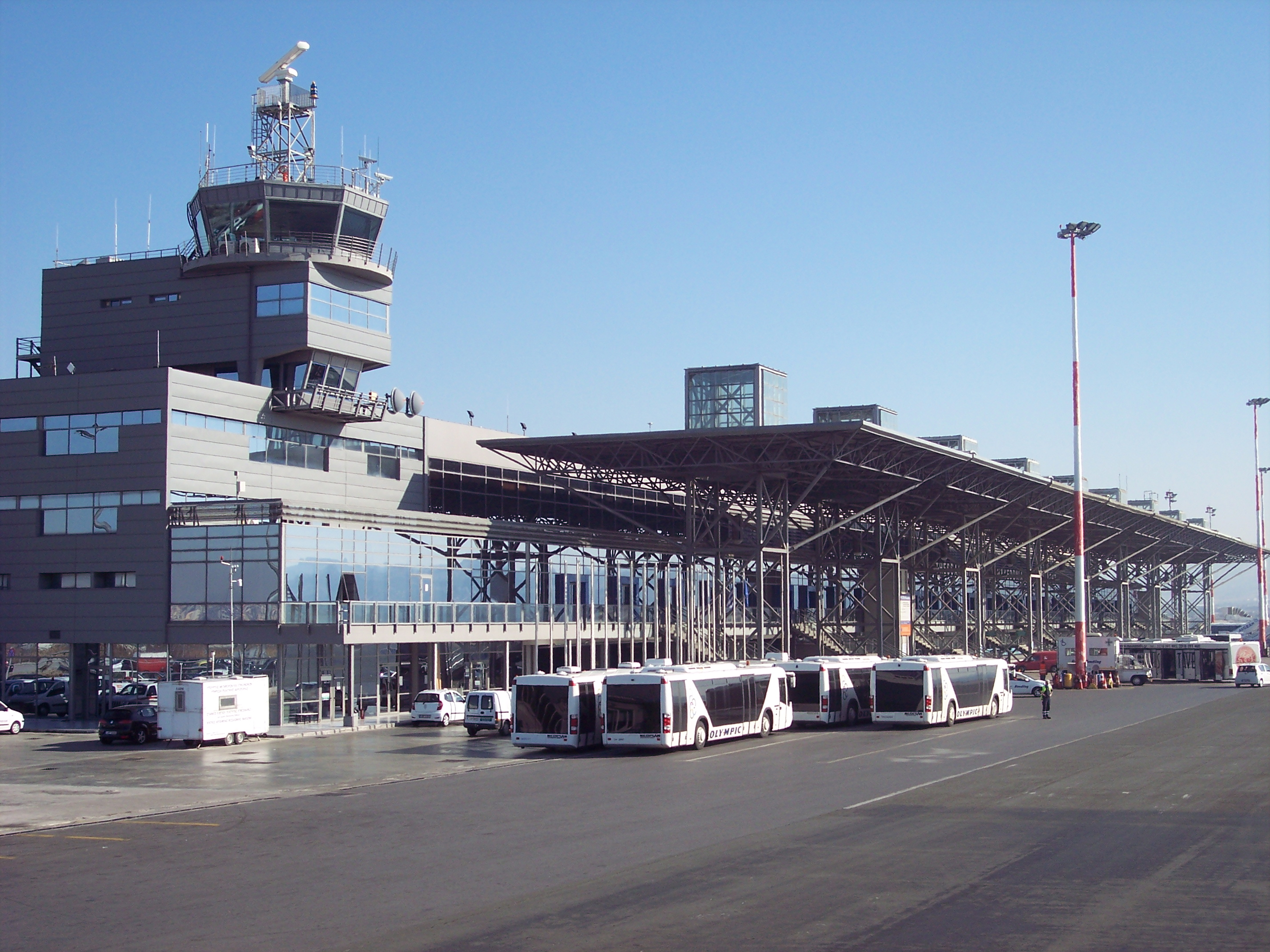
Международный аэропорт «Македония»

Международный аэропорт «Македония» расположен в 12 км южнее города. Кроме международных и местных авиалиний аэропорт обслуживает чартерные рейсы с сотнями тысяч туристов, прибывающих на отдых на близлежащий полуостров Халкидики.
Салоники — крупнейший железнодорожный узел Греции (Новый вокзал). Кроме грузовых железнодорожных перевозок, Салоники связаны пассажирским сообщением с Афинами, Белградом, Стамбулом, Бухарестом, Софией и Скопье.
Пригородные поезда связывают Салоники с городами Лариса и Эдеса. Автобусным сообщением город связан со всеми городами Северной и Центральной Греции.
В Салониках с 2006 года строился метрополитен, открытый в декабре 2024 года.
Сеть велосипедных дорожек протяжённостью 12 км в основном в прибрежной части города.
Новая широтная автострада европейского значения «Эгнатия Одос», идущая, как и древняя римская «Via Egnatia» от Адриатического — Ионического морей к Босфору, проходит чуть севернее города и пересекается здесь с меридиональной автодорожной осью Афины — Белград. Морские паромные перевозки связывают Салоники с северными островами Греческого архипелага.
Благодаря своему географическому положению и своему порту Салоники на протяжении своей истории были всегда в первой пятёрке важнейших городов трёх империй. В годы Холодной войны и раздела Европы, когда Греция сохраняла традиционные дружественные греко-сербские отношения только с Югославией, значение города как регионального коммерческого и транспортного центра было ограничено. С вступлением соседних стран в единое с Грецией экономическое пространство ожидается, что Салоники снова станут региональным центром.

## Культура
В 1960 году впервые состоялся ежегодный Международный кинофестиваль в Салониках. В 1999 году в рамках кинофестиваля был открыт Международный кинофестиваль документальных фильмов. В конце ноября на базе выставочного центра открывается «Рождественский город», который действует до начала января следующего года.
В Салониках проходит ежегодная Международная торговая ярмарка.
В городе действуют Национальный театр северной Греции, Концертный зал Салоник, открытый накануне 1997 года, когда Салоники были выбраны Культурной столицей Европы.
Национальная телевизионная сеть региона Македонии базируется также в Салониках — Македония ТВ. ET3 — культурно-образовательный телеканал Греческой корпорации телерадиовещания — осуществляет телевизионное вещание из Салоник и представляет собой греческий телеканал с крупнейшей региональной сетью. Лицензию на вещание в регионе Салоник имеет и частный телеканал ANT1.
В 2011 году Салоники начали борьбу за получение статуса «Молодёжной столицы ЕС 2014».
В 2013 году на конкурсе «Евровидение» от Греции выступала группа Koza Mostra, участники которой проживают в Салониках. Тогда они заняли 6-е место.

### Достопримечательности

Белая башня, символ города

Салоники богаты памятниками раннехристианского и византийского зодчества, которые внесены в Список Всемирного наследия ЮНЕСКО. К таковым относится:
- Базилика Святого Димитрия, построенная между 313—323 годами и перестроенная после пожара в 629—634 годах. Главной реликвией храма является рака с мощами великомученика Димитрия Солунского, святого покровителя города, и шесть сохранившихся после страшного пожара 1917 года мозаик VII века, переживших период иконоборчества.
- Триумфальная арка императора Галерия и позднеримская церковь святого Георгия — Ротонда Святого Георгия), созданная в гробнице этого императора (Арка и гробница Галерия). Одни из древнейших сооружений в городе, являются частями дворца или погребального комплекса императора Галерия. В ротонде сохранились мозаики конца IV века.
- Церковь Святой Софии — наиболее сохранившийся в мире храмовый комплекс иконоборческого времени, построенная в период между 690 и 730 годами.
- Церковь Святых апостолов (1312—1315) — яркий памятник зодчества эпохи Палеологов.
- Базилика Ахиропиитос — одна из древнейших сохранившихся до нашего времени раннехристианских базилик (середина V века).
- Церковь Святого Пантелеимона — крестообразная однонефная церковь, относящаяся к началу эпохи Палеологов (XIII век).
- Монастырь Латому с сохранившейся церковью Святого Давида, построенной в конце V — начале VI веков.
- Церковь Святого Николая Орфаноса — соборный храм не сохранившегося монастыря Влатадов (начало XIV века).
- Церковь «Панагия Халкеон» — крестовокупольная церковь, посвящённая Богородице (первая половина XI века).

| 1. Белая башня 2. Площадь Аристотеля 3. Порт Салоник 4. Римская агора 5. Акрополь |  | 6. Ротонда св. Георгия 7. Университет Аристотеля 8. Выставочный центр 9. Стадион «Кафтанзоглио» 10. Археологический музей |

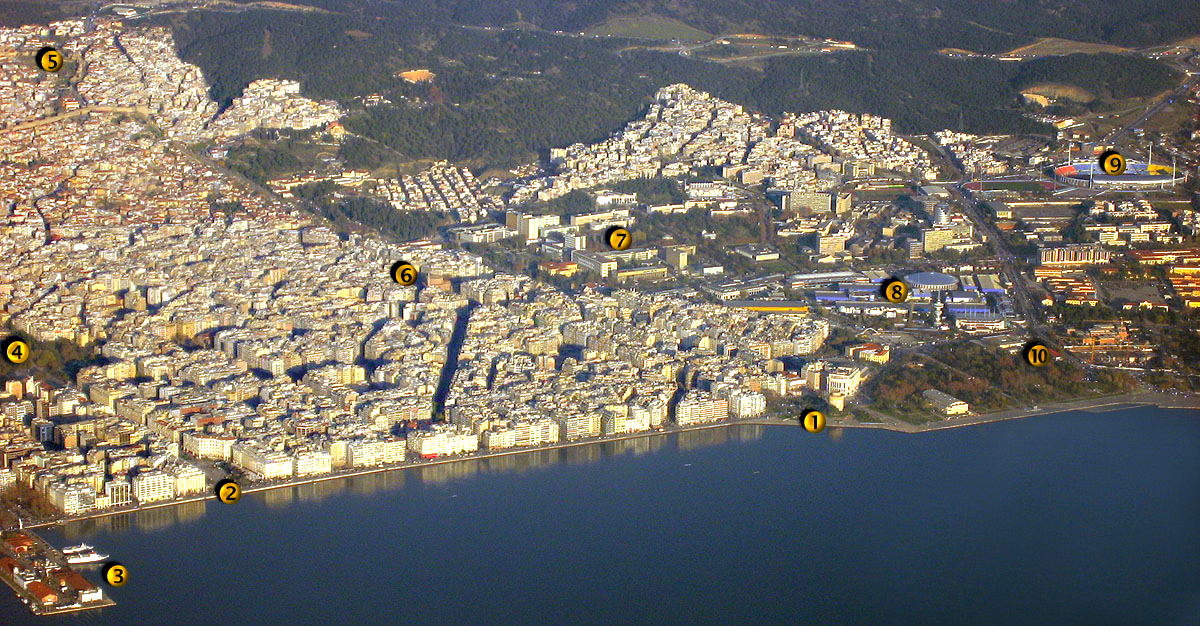
Аэрофотоснимок центра города Салоники с основными достопримечательностями

Главный архитектурный символ города — Белая башня, построенная на берегу залива в XVI веке на фундаментах более древних сооружений. Флагштоком для греческого флага над башней служит мачта турецкого броненосца «Фетих Булет» — флагманского корабля Эгейской эскадры, который был потоплен 18 октября 1912 года — в самом начале Балканской войны 1912 года — греческим миноносцем −11, сумевшим прорваться на заходе солнца в порт Салоники. Три выстрела, из которых два попали в цель, потопив турецкое судно, были сделаны Димитриосом Элевсиньотисом. Бюст командира миноносца Николаоса Воциса, ставшего в дальнейшем адмиралом, установлен перед Белой Башней.
Крепость и башни, господствующие над исторической частью города, относятся к XIV веку.

### Музеи города
Среди музеев города:
- Археологический музей Салоник
- Музей борьбы за Македонию
- Македонский музей современного искусства
- Государственный музей современного искусства — костяк музея образует русский авангард из коллекции Костаки
- Музей древнегреческих, византийских и пост-византийских музыкальных инструментов
- Музей Византийской культуры
- Научный центр и музей технологии (Салоники)
- Военный музей Салоник
- Музей Ататюрка
- Муниципальная картинная галерея Салоник
- Фольклорный и этнологический музей Македонии и Фракии
- Музей фотографии (Салоники)
- Еврейский музей (Салоники)
- Музыкальный музей Македонии
- Музей водопровода
- Музей дизайна

## Спорт

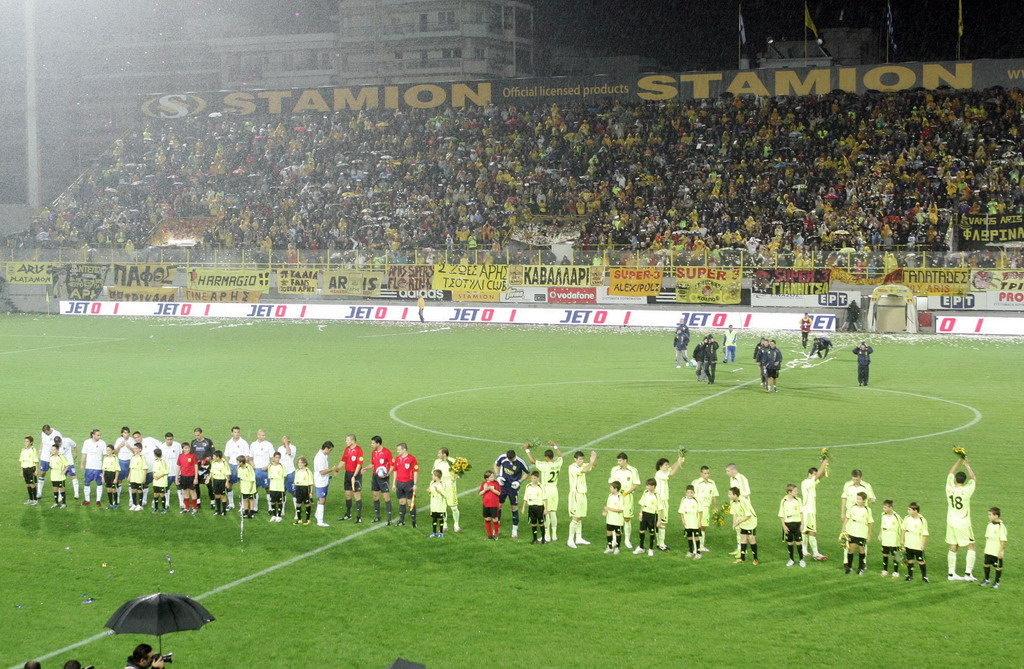
Матч Арис — Сарагоса на стадионе Клеантис Викелидис

Салоники имеют одну из богатейших в мире спортивных историй. Клубы города становились победителями первого в истории общегреческого турнира по футболу, а также по баскетболу и водному поло.
Среди крупнейших футбольных стадионов Салоник — Тумба, Клеантис Викелидис и национальный стадион Кафтанзоглио, которые служат основными стадионами футбольных клубов ПАОК, Арис и Ираклис. Все они члены-учредители Греческой Суперлиги, в которой выступают и в текущем сезоне. Среди клубов Больших Салоник отличается футбольный клуб Аполлон Понту, который базируется в Каламарии, Агротикос Астерас и Эвосмоса.
Крупнейшие баскетбольные арены Салоник — Александрио Мелатрон, площадки баскетбольного клуба Арис. Спортивная арена, на которой осуществляют тренировки игроки клуба ПАОК, и Арена Иванофио — основной крытый зал баскетбольного клуба Ираклис. Все эти команды играют в высшей баскетбольной лиге Греции А1 и принимают участие в розыгрыше Кубка Греции по баскетболу, а Ираклис стал первым победителем чемпионата Греции. Кроме того, действует арена YMCA.
Среди легкоатлетических спортивных событий, которые происходят в Салониках, наиболее значимый ежегодный Марафон «Александр Великий». Марафон завершается в историческом центре города в знак признания его древнемакедонской преемственности.
Дважды, в 1984 и 1988 годах в Салониках проходила Всемирная шахматная олимпиада, как среди мужских команд, так и среди женских.

## Еврейская община
Еврейская община города Салоники развилась, прежде всего, за счёт евреев, изгнанных из Испании в 1492 г. и их потомков (сефарды). Начиная с XVI в. в Салониках находилась самая большая еврейская община в Греции. Евреи называли Салоники la madre de Israel (мать Израиля) и «балканским Иерусалимом». Главным языком евреев Салоники был ладино, язык сефардских евреев.
Во время османского правления евреи составляли больше половины населения города и большая часть торговли города была сосредоточена в их руках. В городе также была община евреев, перешедших в ислам, которые переселились в Салоники в 1680 г. и занимались в основном торговлей.
После присоединения города к независимой Греции в 1912 в Салониках проживало 61 000 евреев. Великий пожар в 1917 г. разрушил почти весь центр города и в том числе дома 50 000 евреев. Большинство из пострадавших эмигрировали в США, Палестину и Францию.
В 1922 году правительство предоставило евреям права граждан Греции и в 1926 опять подтвердило права евреев как полноправных граждан.
В начале Второй Мировой Войны в городе проживали 50 000 евреев. Местное население и итальянские военные пытались защитить евреев от нацистов. К 1943 нацисты начали предпринимать меры к ликвидации евреев города — евреи были согнаны в гетто, которое находилось возле главного вокзала, а позже евреев начали депортировать в лагеря смерти. К концу войны погибли 96 % евреев Салоник.
После войны община возродилось, и в 2000 году в городе проживало 2000 евреев. Большие общины выходцев из Салоник находятся в Израиле и в США, а израильский певец Иехуда Поликер даже записал песню «Жди меня, Салоники» в честь города.
Мемориал в память погибшим во время войны был открыт в 1997 г. на месте сбора евреев нацистами для депортации в лагеря смерти. Мемориал был осквернён нацистскими символами в 2002 и в 2003 г.
Также 13 мая 2010 года несколько надгробий на еврейском кладбище были осквернены антисемитскими надписями «жги евреев» и «Juden raus» (нем. Евреи вон). Также одно надгробие подожгли. Полиция арестовала трёх неонацистов, причастных к инциденту.

## Мэры Салоник
На местных выборах 2023 года мэром Салоник избран Стелиос Ангелудис. В разные годы мэрами являлись:

| - Константинос Ангелакис (1916—1920) - Петрос Синдикас (1922—1926) - Николаос Манос (1929—1930, 1934—1936) - Харисиос Вамвакас (1931—1933) - Константинос Меркуриу (1937—1943) - Йоргос Сереметис (1943—1944) - Петрос Левис (1945—1946) - Христос Константину (1946—1950) - Иоаннис Манесис (1950—1951) - Пентелис Петракакис (1951—1955) | - Минас Патрикиос (1956—1959) - Иоаннис Папаилиакис (1959—1964) - Константинос Цирос (1964—1967) - Михалис Пападопулос (1967—1981) - Танасис Яннусис (1982—1983) - Теохарис Манавис (1983—1987) - Сотирис Кувелас (1987—1990) - Константинос Космопулос (1990—1999) - Василис Папагеоргопулос (1999—2010) - Яннис Бутарис (2011—2019) - Константинос Зервас (2019—2023) - Стелиос Ангелудис (с 2024 года) |

## Города-побратимы
| - Хартфорд, США (5 мая 1962) - Пловдив, Болгария (27 февраля 1984) - Мельбурн, Австралия (19 марта 1984) - Лимасол, Кипр (30 июня 1984) - Лейпциг, Германия (16 октября 1984) - Болонья, Италия (20 октября 1984) - Братислава, Словакия (23 апреля 1986) - Кёльн, Германия (3 мая 1988) - Акхисар, Турция (25 августа 1988) - Констанца, Румыния (5 июля 1988) - Сан-Франциско, США (6 августа 1990) | - Ницца, Франция (20 марта 1992) - Александрия, Египет (12 июля 1993) - Тель-Авив, Израиль (24 ноября 1994) - Тяньцзинь, Китай (4 марта 2002) - Санкт-Петербург, Россия (2002) - Гюмри, Армения (2000) - Сиракузы, Италия (18 марта 2007) - Афины, Греция (2007) - Благоевград, Болгария - Одесса, Украина - Днепр, Украина (26 апреля 2003) |